# فیزیک آینده
فیزیک آینده: چگونه علم سرنوشت انسان و زندگی روزمره ما را تا سال ۲۱۰۰ شکل خواهد داد (به انگلیسی: Physics of the Future: How Science Will Shape Human Destiny and Our Daily Lives by the Year 2100) کتاب نوشته میچیو کاکو است که در سال ۲۰۱۱ منتشر شد. در این کتاب نویسنده در مورد توسعه فناوری در ۱۰۰ سال آینده حدس و گمان می‌زند. او با دانشمندان برجسته در مورد زمینه‌های تحقیقاتی آنها مصاحبه می‌کند و چشم‌انداز خود را از پیشرفت‌های آینده در پزشکی، رایانش، هوش مصنوعی، نانوفناوری و توسعه انرژی بیان می‌کند. این کتاب به مدت پنج هفته در فهرست پرفروش‌ترین‌های نیویورک تایمز قرار داشت.